# 유니콘의 죽음
《유니콘의 죽음》(영어: Death of a Unicorn)은 2025년 개봉한 미국의 초자연 코미디 공포 영화이다. 알렉스 샤프먼의 감독 데뷔작이며 그가 각본 역시 맡았다.

## 출연
- 폴 러드 - 엘리엇
- 제나 오르테가 - 리들리
- 윌 폴터
- 테아 레오니
- 리처드 E. 그랜트
- 앤서니 캐리건
- 수니타 마니
- 제시카 하인스
- 스티브 박